# Inmigración griega en Estados Unidos
La comunidad griega en los Estados Unidos abarca entre 350 000 y 600 000 personas. Los primeros inmigrantes llegaron al final del siglo XVIII, mientras que el grueso de la inmigración se produjo durante la primera mitad del siglo XX. Los greco-estadounidenses son denominados en idioma griego como Ελληνοαμερικάνοι (Ellinoamerikani).

## Características
Los estadounidenses de origen griego también se describen como helénicos. De acuerdo con la estimación de la Oficina del Censo de EE. UU. de 2007, había 1 380 088 personas de ascendencia griega en los Estados Unidos, mientras que el Departamento de Estado menciona que alrededor de tres millones de estadounidenses afirman ser de origen griego. Además, el censo de 2000 reveló que el griego era hablado en casa por 365 436 personas mayores de cinco años. Los estadounidenses de ascendencia griega se concentran, en especial, en las áreas metropolitanas de Nueva York, Chicago, Detroit, Boston, Baltimore y Cleveland. Por su parte, Tarpon Springs, en Florida, también alberga una gran comunidad griega en los EE. UU., y tiene el récord de tener la mayor concentración de grecoestadounidenses del país (el 11% de su población). Los Estados Unidos tienen la mayor comunidad griega del extranjero, por delante de Chipre y el Reino Unido. Sin embargo, estos dos países, a pesar de tener una población griega de menos de un millón de personas, tienen un porcentaje mayor de griegos que el que hay en los Estados Unidos.
El barrio de Astoria, en Queens (Nueva York), se destaca especialmente por la comunidad griega, que es la segunda más grande del mundo fuera de Grecia después de la que reside en Melbourne (Australia).